# Privatwirtschaftlicher Verkehr
Privatwirtschaftlicher Verkehr ist die Bezeichnung für Mobilitäts- und Verkehrsdienstleistungen aus dem Verkehrswesen, die den Verkehrsteilnehmern von Privatleuten oder Betrieben angeboten werden. Sie dienen nicht, wie der öffentliche Verkehr, der Grundversorgung.
Im Gegensatz zum Privatwirtschaftlichen Verkehr stehen der öffentliche Verkehr und der Individualverkehr.
Beispiele hiezu sind:
- anmietbare Fuhrwerke, sofern sie nicht zu den ÖPNV-Sonderformen gezählt werden
- Ausflugsboote
- nichtöffentliche Fähren
- Reisebusse
- touristisch genutzte Seilbahnen
- Sessellifte und Skilifte
- Luftfahrtunternehmen
- Dienstpersonenverkehr